# Montigny-les-Monts

Montigny-les-Monts este o comună în departamentul Aube din nord-estul Franței. În 1 ianuarie 2022 avea o populație de 250 de locuitori.